# 左芬啡烷
左芬啡烷是一种含氮有机化合物，分子式C24H27NO2，属于吗啡喃衍生物，有類阿片激动剂作用。